# Frasnay-Reugny
Frasnay-Reugny là một xã của tỉnh Nièvre, thuộc vùng Bourgogne-Franche-Comté, miền trung nước Pháp.

## Dân số
Theo điều tra dân số 1999 có dân số là 82. Vào ngày 1-1-2005, xấp xỉ là 71.